# دهستان کله گان
دهستان کله گان، یکی از دهستان‌های بخش کله گان شهرستان گلشن در استان سیستان و بلوچستان ایران است. مرکز این دهستان، روستای کله دین است.

## جمعیت
بر پایه سرشماری عمومی نفوس و مسکن در سال ۱۳۹۵، جمعیت دهستان کله گان برابر با ۴٬۳۵۹ نفر بوده‌است.